# Terremoto de Lima y Callao de 1609
El terremoto de Lima y Callao de 1609 de magnitud 8.6ocurrió el 19 de octubre de 1609 y causó la destrucción de Lima y del Callao, asolando además toda la costa central del Perú. Gobernaba entonces en el Perú el Virrey  Juan de Mendoza y Luna, Marqués de Montesclaros. 

## El terremoto
A las 7 de la noche de ese día, Lima fue remecida por un furioso temblor, no inferior al anterior terremoto de 1586. Se vinieron abajo unas 500 casas y no hubo alguna que no sufriera daños en su estructura. La Catedral de Lima, de cinco naves, quedó tan maltratada, que hubo que demolerse sus bóvedas de ladrillo y labrarse otras de crucería algunas varas más bajas. Los daños de la catedral fueron tasados en 200.000 pesos.
Esta catástrofe fue en su momento la ruina parcial más notable ocurrida en el Perú, después de la de Arequipa, destruida por el terremoto del 2 de julio de 1582.
El notable jurista Don Francisco Carrasco del Saz, testigo presencial del suceso, dice que hubo antes nueve temblores menos fuertes, y refiere que entonces se expuso el Santísimo Sacramento; que se puso en los edificios esta leyenda: “Cristo sed con nosotros”; “Santo Dios, Santo fuerte, santo inmortal, ten misericordia de nosotros”; y que esto se hizo por consejo del P. Juan Sebastián de la Parra, sacerdote venerable de la Compañía de Jesús, que predicó al pueblo en la plaza. 

## Los versos de Pedro de Oña
El célebre poeta chileno Pedro de Oña, en un informe en verso elevado al Virrey Marqués de Montesclaros, cantó en octavas los estragos del terremoto:

Zimbra toda pared, cruxen los techos
agudo pulsa, y late el suelo aprieta,
faltan los hombres, en pavor deshechos,
y el alarido mugeril no cessa,
dan vozes, tuercen manos, hieren pechos,
y aun la curada crin alguna messa,
rezclando quiza sus cabellos,
que es el presente mal y castigo dellos
……………………………………….
Creciendo va el terrible terremoto
açorasse el cavallo, el perro aulla,
y sin saber a donde, el vulgo ignoto
corre mezclado en confusión y trulla
la turbación, espanto y alboroto
no dexan sangre, que en las venas bulla,
miedo la cuaxa, y el cabello eriza,
y envuelve los semblantes en ceniza.

## Fuente
- Mendiburu, Manuel: Diccionario histórico-biográfico del Perú. Parte primera que corresponde a la época de la dominación española. Tomo II. Lima, 1876.
- Varios autores: Historia General de los peruanos. Tomo 2. Obra editada con el auspicio del Gobierno Revolucionario del Perú. Lima, 1973. Sección: “Temblores y Terremotos de Lima”, pág. 338.

- Datos: Q5548721